# Почеп (Беляницкое сельское поселение)
Почеп — деревня в Сонковском районе Тверской области. Входит в состав Беляницкого сельского поселения.

## География
Находится в восточной части Тверской области на расстоянии приблизительно 12 км по прямой на запад-юго-запад от районного центра поселка Сонково к северу от деревни Беляницы.

## История
Деревня была отмечена еще на карте 1825 года. В 1859 году здесь (тогда деревня Бежецкого уезда Тверской губернии) было учтено 17 дворов.

## Население
Численность населения: 112 человек (1859 год), 0 как в 2002 году, так и в 2010.